# Lestiac-sur-Garonne
Lestiac-sur-Garonne là một xã trong tỉnh Gironde, thuộc vùng Nouvelle-Aquitaine của nước Pháp, có dân số là 586 người (thời điểm 1999). Trong khi Lestiac-sur-Garonne trong năm 1962 còn có trên 474 dân cư thì năm 1999 đã có 586 người. Lestiac-sur-Garonne là một nơi trồng nho, thuộc vùng trồng nho Premières Côtes de Bordeaux và Cadillac.